# Ашалев Тамене
Ашалев Тамене Сеюм (амх. አስቻለው ታመነ ስዩም; нар. 22 листопада 1991, Діла, Ефіопія) — ефіопський футболіст, центральний захисник клубу «Фазіл Кенема» та національної збірної Ефіопії.

## Клубна кар'єра
У 2013—2015 році виступав за «Дедебіт». У сезоні 2013/14 років разом з вище вказаним клубом виграв Кубок Ефіопії. У 2015 році приєднався до «Сент-Джорджа», де грав до 2021 року. У сезонах 2015/16 та 2016/17 разом з ним виграв чемпіонат Ефіопії, а в сезоні 2017/18 років став віце-чемпіоном країни. У 2021 році перейшов до СК «Фазіл Кенема».

## Кар'єра в збірній
Дебютував за національну збірну Ефіопії 7 червня 2015 року в програному (0:1) товариському матчі проти Замбії з Аддис-Абеби. Брав участь у Кубку націй КЕСАФА 2015, який проходив у його рідній країні. Під час цього змагання зіграв шість матчів. Ефіопія зайняла третє місце в турнірі, обігравши Судан по пенальті в «малому фіналі». Потім взяв участь у Чемпіонаті африканських націй 2016 року. Зіграв три матчі на вище вказаному турніру, організованого в Руанді, в якому Ефіопія не подолала перший раунд. 
Першим голом за національну збірну відзначився 26 липня 2019 року в переможному (1:0) поєдинку чемпіонату африканських націй 2020 року проти Джибуті. 22 жовтня 2020 року відзначився другим голом у поєдинку проти Замбії, однак цей матч не визнає ФІФА. Третім голом за національну збірну 7 вересня 2021 року в матчі кваліфікації чемпіонату світу 2022 року проти Зімбабве. 23 грудня 2021 року опинився у списку гравців, які поїхали на Кубок африканських націй 2021 року. У вище вказаному турнірі зіграв три матчі на груповому етапі: проти Кабо-Верде (0:1), Камеруну (1:4) та Буркіна-Фасо (1:1).

## Статистика виступів

### У збірній
| Дата       | Місто        | Господарі           | Результат               | Гості               | Турнір                                    | Голи | Примітки  |
| ---------- | ------------ | ------------------- | ----------------------- | ------------------- | ----------------------------------------- | ---- | --------- |
| 7-6-2015   | Аддис-Абеба  | Ефіопія             | 0 – 1                   | Замбія              | товариський матч                          | -    |           |
| 14-6-2015  | Бахр-Дар     | Ефіопія             | 2 – 1                   | Лесото              | Відбір до Кубка африканських націй 2017   | -    |           |
| 21-6-2015  | Бахр-Дар     | Ефіопія             | 2 – 0                   | Кенія               | квал. ЧАН 2016                            | -    |           |
| 4-7-2015   | Найробі      | Кенія               | 0 – 0                   | Ефіопія             | квал. ЧАН 2016                            | -    |           |
| 28-8-2015  | Кігалі       | Руанда              | 3 – 1                   | Ефіопія             | товариський матч                          | -    |           |
| 5-9-2015   | Вікторія     | Сейшельські Острови | 1 – 1                   | Ефіопія             | Відбір до Кубка африканських націй 2017   | -    | 79'       |
| 8-10-2015  | Сан-Томе     | Сан-Томе і Принсіпі | 1 – 0                   | Ефіопія             | Відбір до ЧС 2018                         | -    |           |
| 11-10-2015 | Аддис-Абеба  | Ефіопія             | 3 – 0                   | Сан-Томе і Принсіпі | Відбір до ЧС 2018                         | -    |           |
| 17-10-2015 | Бужумбура    | Бурунді             | 2 – 0                   | Ефіопія             | квал. ЧАН 2016                            | -    |           |
| 25-10-2015 | Аддис-Абеба  | Ефіопія             | 3 – 0                   | Бурунді             | квал. ЧАН 2016                            | -    |           |
| 14-11-2015 | Аддис-Абеба  | Ефіопія             | 3 – 4                   | Республіка Конго    | Відбір до ЧС 2018                         | -    | 64'       |
| 21-11-2015 | Аддис-Абеба  | Ефіопія             | 0 – 1                   | Руанда              | Кубок КЕСАФА 2015 - 1-й раунд             | -    | 28'       |
| 25-11-2015 | Аваса        | Ефіопія             | 2 – 0                   | Сомалі              | Кубок КЕСАФА 2015 - 1-й раунд             | -    |           |
| 28-11-2015 | Аваса        | Ефіопія             | 1 – 1                   | Танзанія            | Кубок КЕСАФА 2015 - 1-й раунд             | -    |           |
| 30-11-2015 | Аддис-Абеба  | Ефіопія             | 1 – 1 д.ч. (4 - 3 п.п.) | Танзанія            | Кубок КЕСАФА 2015 - 1-й раунд             | -    |           |
| 3-12-2015  | Аддис-Абеба  | Ефіопія             | 0 – 0 д.ч. (3 - 5 п.п.) | Уганда              | Кубок КЕСАФА 2015 - 1-й раунд             | -    |           |
| 5-12-2015  | Аддис-Абеба  | Ефіопія             | 1 – 1 д.ч. (5 - 4 п.п.) | Судан               | Кубок КЕСАФА 2015 - 1-й раунд             | -    |           |
| 9-1-2016   | Аддис-Абеба  | Ефіопія             | 1 – 1                   | Нігер               | товариський матч                          | -    | 24'       |
| 17-1-2016  | Бутаре       | ДР Конго            | 3 – 0                   | Ефіопія             | квал. ЧАН 2016                            | -    | 13'       |
| 21-1-2016  | Бутаре       | Камерун             | 0 – 0                   | Ефіопія             | квал. ЧАН 2016                            | -    |           |
| 25-1-2016  | Кігалі       | Ефіопія             | 1 – 2                   | Ангола              | квал. ЧАН 2016                            | -    |           |
| 25-3-2016  | Бліда        | Алжир               | 7 – 1                   | Ефіопія             | Відбір до Кубка африканських націй 2017   | -    |           |
| 29-3-2016  | Аддис-Абеба  | Ефіопія             | 3 – 3                   | Алжир               | Відбір до Кубка африканських націй 2017   | -    |           |
| 5-6-2016   | Масеру       | Лесото              | 1 – 2                   | Ефіопія             | Відбір до Кубка африканських націй 2017   | -    |           |
| 11-6-2017  | Кумасі       | Гана                | 5 – 0                   | Ефіопія             | Відбір до Кубка африканських націй 2019   | -    |           |
| 5-8-2017   | Лусака       | Замбія              | 0 – 0                   | Ефіопія             | товариський матч                          | -    |           |
| 13-8-2017  | Аваса        | Ефіопія             | 1 – 1                   | Судан               | квал. ЧАН 2018                            | -    |           |
| 19-8-2017  | Ель-Обейд    | Судан               | 1 – 0                   | Ефіопія             | квал. ЧАН 2018                            | -    | 12'       |
| 30-9-2017  | Габороне     | Ботсвана            | 2 – 0                   | Ефіопія             | товариський матч                          | -    | 45 ', 94' |
| 5-11-2017  | Аддис-Абеба  | Ефіопія             | 2 – 3                   | Руанда              | квал. ЧАН 2018                            | -    |           |
| 12-11-2017 | Кігалі       | Руанда              | 0 – 0                   | Ефіопія             | квал. ЧАН 2018                            | -    | 45'       |
| 2-9-2018   | Аваса        | Ефіопія             | 1 – 1                   | Бурунді             | товариський матч                          | -    | 48'       |
| 9-9-2018   | Аваса        | Ефіопія             | 1 – 0                   | Сьєрра-Леоне        | Відбір до Кубка африканських націй 2019   | -    |           |
| 10-10-2018 | Бахр-Дар     | Ефіопія             | 0 – 0                   | Кенія               | Відбір до Кубка африканських націй 2019   | -    |           |
| 14-10-2018 | Касарані     | Кенія               | 3 – 0                   | Ефіопія             | Відбір до Кубка африканських націй 2019   | -    |           |
| 18-11-2018 | Аддис-Абеба  | Ефіопія             | 0 – 2                   | Гана                | Відбір до Кубка африканських націй 2019   | -    |           |
| 26-7-2019  | Джибуті      | Джибуті             | 0 – 1                   | Ефіопія             | квал. ЧАН 2018                            | 1    |           |
| 4-9-2019   | Бахр-Дар     | Ефіопія             | 0 – 0                   | Лесото              | Відбір до ЧС 2022                         | -    |           |
| 8-9-2019   | Масеру       | Лесото              | 1 – 1                   | Ефіопія             | Відбір до ЧС 2022                         | -    | 54'       |
| 22-9-2019  | Мекеле       | Ефіопія             | 0 – 1                   | Руанда              | квал. ЧАН 2020                            | -    | 82'       |
| 13-10-2019 | Бахр-Дар     | Ефіопія             | 0 – 1                   | Уганда              | товариський матч                          | -    |           |
| 19-10-2019 | Кігалі       | Руанда              | 1 – 1                   | Ефіопія             | квал. ЧАН 2020                            | -    |           |
| 16-11-2019 | Антананаріву | Мадагаскар          | 1 – 0                   | Ефіопія             | Відбір до Кубка африканських націй 2021   | -    |           |
| 19-11-2019 | Бахр-Дар     | Ефіопія             | 2 – 1                   | Кот-д'Івуар         | Відбір до Кубка африканських націй 2021   | -    |           |
| 22-10-2020 | Аддис-Абеба  | Ефіопія             | 2 – 3                   | Замбія              | товариський матч                          | 1    | 70'       |
| 25-10-2020 | Аддис-Абеба  | Ефіопія             | 1 – 3                   | Замбія              | товариський матч                          | -    |           |
| 6-11-2020  | Аддис-Абеба  | Ефіопія             | 2 – 2                   | Судан               | товариський матч                          | -    | 80'       |
| 13-11-2020 | Ніамей       | Нігер               | 1 – 0                   | Ефіопія             | Відбір до Кубка африканських націй 2021   | -    |           |
| 17-11-2020 | Аддис-Абеба  | Ефіопія             | 3 – 0                   | Нігер               | Відбір до Кубка африканських націй 2021   | -    | 79'       |
| 17-3-2021  | Бахр-Дар     | Ефіопія             | 4 – 0                   | Малаві              | товариський матч                          | -    |           |
| 24-3-2021  | Бахр-Дар     | Ефіопія             | 4 – 0                   | Мадагаскар          | Відбір до Кубка африканських націй 2021   | -    |           |
| 30-3-2021  | Абіджан      | Кот-д'Івуар         | 3 – 1                   | Ефіопія             | Відбір до Кубка африканських націй 2021   | -    |           |
| 26-8-2021  | Бахр-Дар     | Ефіопія             | 0 – 0                   | Сьєрра-Леоне        | товариський матч                          | -    | 65'       |
| 3-9-2021   | Кейп-Кост    | Гана                | 1 – 0                   | Ефіопія             | Відбір до ЧС 2022                         | -    |           |
| 7-9-2021   | Бахр-Дар     | Ефіопія             | 1 – 0                   | Зімбабве            | Відбір до ЧС 2022                         | 1    |           |
| 9-10-2021  | Бахр-Дар     | Ефіопія             | 1 – 3                   | ПАР                 | Відбір до ЧС 2022                         | -    |           |
| 12-10-2021 | Йоганнесбург | ПАР                 | 1 – 0                   | Ефіопія             | Відбір до ЧС 2022                         | -    |           |
| 11-11-2021 | Совето       | Ефіопія             | 1 – 1                   | Гана                | Відбір до ЧС 2022                         | -    | 86'       |
| 14-11-2021 | Хараре       | Зімбабве            | 1 – 1                   | Ефіопія             | Відбір до ЧС 2022                         | -    | 46'       |
| 30-12-2021 | Лімбе        | Ефіопія             | 3 – 2                   | Судан               | товариський матч                          | -    |           |
| 9-1-2022   | Яунде        | Ефіопія             | 0 – 1                   | Кабо-Верде          | Кубок африканських націй 2021 - 1-й раунд | -    | 39'       |
| 13-1-2022  | Яунде        | Камерун             | 4 – 1                   | Ефіопія             | Кубок африканських націй 2021 - 1-й раунд | -    |           |
| Усього     |              | Матчів              | 62                      |                     | Голів                                     | 3    |           |

## Досягнення

### Клубна кар'єра
«Дедебіт»
- Кубок Ефіопії
  -  Володар (1): 2013/14

«Сент-Джордж»
- Прем'єр-ліга Ефіопії
  -  Чемпіон (2): 2015/16, 2016/17

- Кубок Ефіопії
  -  Володар (1): 2016

### У збірній
- Кубок КЕСАФА
  -  Бронзовий призер (1): 2015